# Raoiella camur
Raoiella camur är en spindeldjursart som beskrevs av Mohammad Nazeer Chaudhri och Akbar 1985. Raoiella camur ingår i släktet Raoiella och familjen Tenuipalpidae. Inga underarter finns listade i Catalogue of Life.